# Nižný Čaj
Nižný Čaj (in ungherese Alsócsáj) è un comune della Slovacchia facente parte del distretto di Košice-okolie, nella regione di Košice.